# 佐伯駅
佐伯駅（さいきえき）は、大分県佐伯市駅前二丁目にある、九州旅客鉄道（JR九州）日豊本線の駅である。事務管コードは▲920544。
佐伯市の代表駅で全列車が停車し、当駅始終着で博多駅まで運行される特急「ソニック」が1往復設定されている。

## 歴史
- 1916年（大正5年）10月25日：佐伯駅（さえきえき）として国有鉄道（鉄道院）が開設[1][5]。
- 1949年（昭和24年）6月7日：昭和天皇の戦後巡幸があり、お召し列車が停車。駅前奉迎が行われた[6]。
- 1962年（昭和37年）1月15日：駅名の読みを「さいきえき」に変更[1][5]。
- 1966年（昭和41年）10月24日：昭和天皇、香淳皇后が第21回国民体育大会に合わせて県内を行幸啓。別府駅 - 佐伯駅間でお召し列車が往復運転[7]。
- 1979年（昭和54年）6月10日：現2代目駅本屋完成[1]。
- 1985年（昭和60年）3月14日：貨物取扱廃止[5]。
- 1986年（昭和61年）11月1日：荷物扱い廃止[5]。
- 1987年（昭和62年）4月1日：国鉄分割民営化により九州旅客鉄道（JR九州）が継承[5]。
- 1992年（平成4年）3月14日：この日行われたダイヤ改正により、上り列車の大半を駅舎に接する1番のりば発着とする[8]。
- 2017年（平成29年）
  - 9月17日：台風18号の影響で駅構内が冠水[9]。当日より休止。
  - 9月19日：臼杵駅 - 当駅間および、当駅 - 延岡駅間で代行バス運転[10][11]。
  - 9月20日：延岡駅 - 市棚駅間の運転再開に伴い[12]、延岡方面との代行バス輸送を市棚駅までに短縮[13]。また、特急停車駅のみ停車する代行バス輸送を延岡駅 - 臼杵駅間で運転開始[13][14]。
  - 9月25日：当駅 - 市棚駅間で運転再開[15]。バス代行のうち、特急停車駅のみ停車する便の輸送終了[15]。
  - 12月18日：臼杵駅 - 当駅間で運転再開（代行輸送は前日で終了）[16]。
- 2021年（令和3年）3月19日：上下線ホームを結ぶ跨線橋にエレベーターを設置[17][18]。

## 駅構造
鉄筋コンクリート造りの駅舎に接した単式ホーム1面1線と島式ホーム1面2線の合計2面3線とホームの無い4番線から7番線までの留置線4本（7番線は廃枕木により進入防止措置がされており、使用停止中。）を有する地上駅で、ホーム間の連絡には跨線橋を使う。ホームには廃止された「彗星」・「富士」・「日南」の号車案内が残っている。1番ホームについてはバリアフリー化工事の際に、上記号車案内は消滅してしまったが、2番・3番ホームには残されている。また、上記バリアフリー化工事にあわせて、ホームの大分方面にフェンスが設置され、ホーム端に行くことができなくなってしまっている。
留置線では早朝に複数の列車が入換作業をする。2022年5月現在、夜間滞泊を行う車両は出発順に415系（大分行）・787系（延岡行）・415系（中山香行）・885系（ソニック12号博多行）・815系（亀川行）である。（415系は運用により番台区分は一定していない。）3番ホームからそのまま発車する815系以外は、すべて上岡駅方へ引きあげた後に1番ホームへ転線し出発する。
かつて、現在佐伯駅に隣接するビジネスホテルであるルートイン佐伯や九州電力佐伯営業所の敷地には貨物側線があり、さらに上岡駅方には興人（興人ライフサイエンスを経て、現三菱商事ライフサイエンス）佐伯工場専用線への分岐が存在した。国道217号線を横断し、駅南東方向の東浜地区まで到達していた。もともとは、佐伯海軍航空隊の施設に至る軍事路線を転用したものである（途中野岡町一帯に海軍施設が存在していた。また、現在興人の用地となって地区は、佐伯海軍航空隊の飛行場があった。戦後に転用とともに延伸したものである）。1984年に廃止され、現在は遊歩道となっているため容易に廃線跡を辿ることができる。途中にある橋の橋脚には鉄道時代のものがそのまま使われている。
直営駅でみどりの窓口を設置している。待合室内のキヨスクで地元業者「かわなみ」が製造する柿の葉寿しを販売していたが、2017年9月に閉店している。
待合室には廃校になった佐伯市立上入津小学校から寄贈された黒板を利用した伝言板、テレビと飲料水自動販売機が設置されている。
駅正面横にはかつて佐伯市出身の幕内力士「嘉風」ののぼり旗が数本掲揚されていた。

### のりば

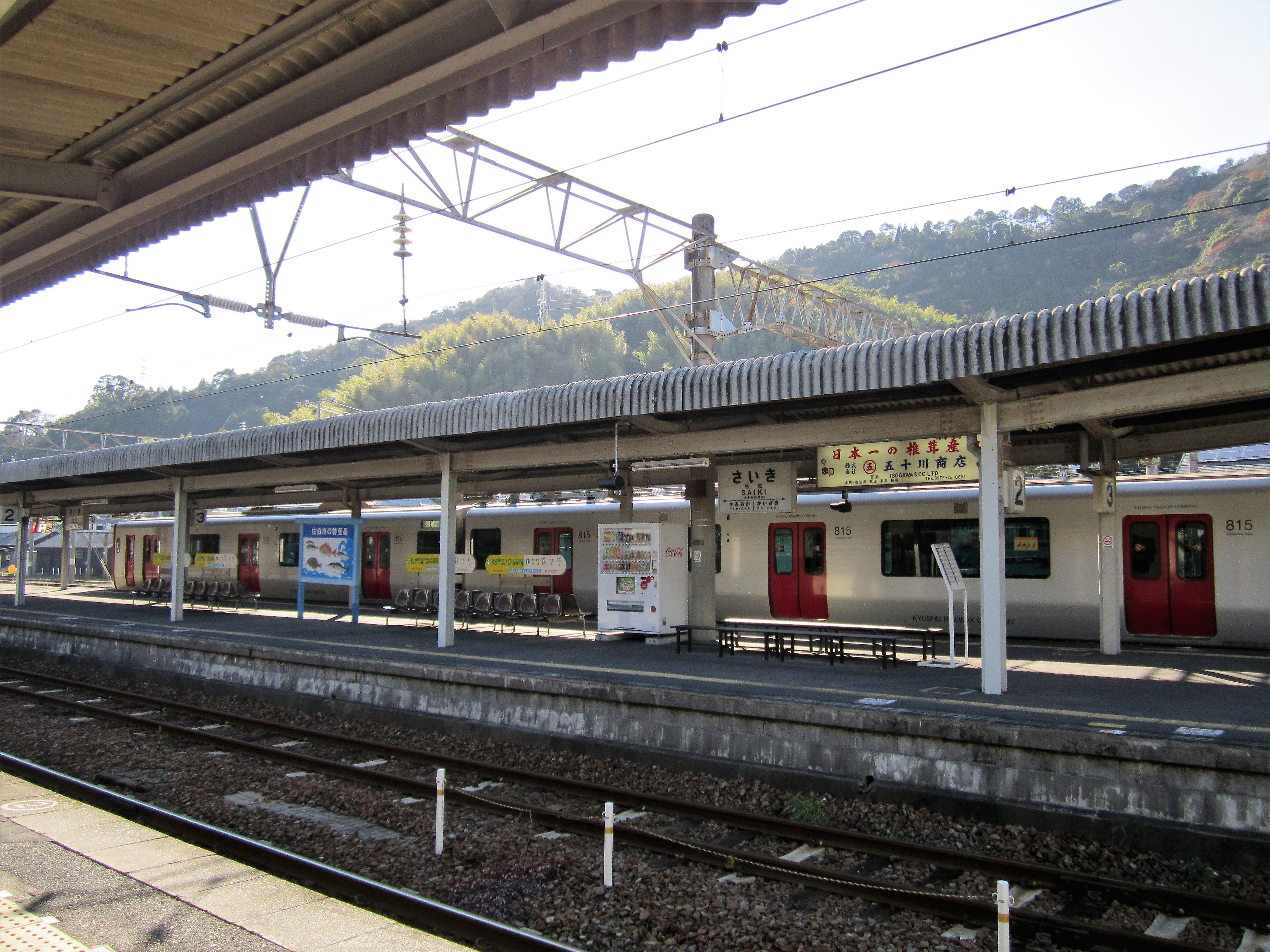
ホーム（2019年1月）
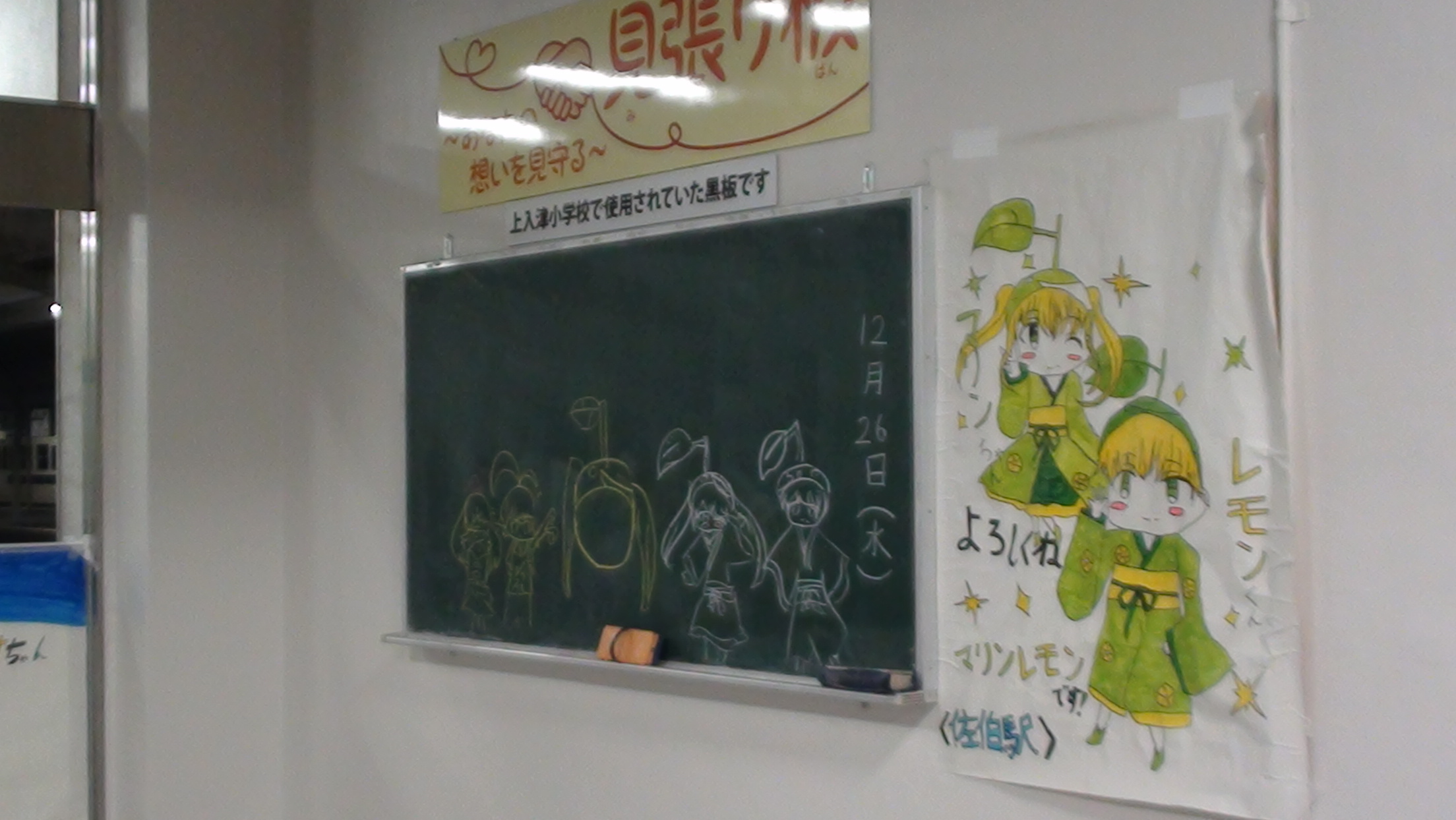
黒板（2018年12月）

| のりば | 路線      | 方向 | 行先                               | 備考                                          |
| ------ | --------- | ---- | ---------------------------------- | --------------------------------------------- |
| 1      | ■日豊本線 | 下り | 延岡・宮崎・宮崎空港方面           |                                               |
| 1      | ■日豊本線 | 上り | 大分・別府・行橋・小倉・門司港方面 |                                               |
| 2      | ■日豊本線 | -    |                                    | 夜の延岡からの普通列車の1本のみの到着列車のみ |
| 3      | ■日豊本線 | 下り | 重岡方面                           | ごく一部のみ                                  |
| 3      | ■日豊本線 | 上り | 大分・別府・中山香方面             | 当駅始発の一部のみ                            |

- ホーム（2019年1月）
- 黒板（2018年12月）

## 利用状況
- 2023年度の1日平均乗車人員は710人である[3]。

| 乗車人員推移     | 乗車人員推移 |
| 年度             | 1日平均人数  |
| ---------------- | ------------ |
| 2000（平成12年)  | 1,062        |
| 2001（平成13年)  | 1,065        |
| 2002（平成14年)  | 1,017        |
| 2003（平成15年)  | 969          |
| 2004（平成16年)  | 922          |
| 2005（平成17年)  | 855          |
| 2006（平成18年)  | 845          |
| 2007（平成19年)  | 854          |
| 2008（平成20年)  | 817          |
| 2009（平成21年)  | 761          |
| 2010（平成22年)  | 767          |
| 2011（平成23年)  | 784          |
| 2012（平成24年)  | 827          |
| 2013（平成25年)  | 837          |
| 2014（平成26年） | 787          |
| 2015（平成27年） | 814          |
| 2016（平成28年） | 805          |
| 2017（平成29年） | 712          |
| 2018（平成30年） | 742          |
| 2019（令和元年） | 728          |
| 2020（令和02年） | 567          |
| 2021（令和03年） | 576          |
| 2022（令和04年） | 633          |
| 2023（令和05年） | 710          |

## 駅周辺
駅は中心市街地の北端にあり、佐伯港に近い。商業地区の中心は駅から南へ1 - 2キロほど離れた地域に広がっている。駅前にはロータリーが整備されておりバスやタクシーが発着する。
- 佐伯観光案内所
- 佐伯港
- 海上自衛隊佐伯基地
- 佐伯海上保安署
- 大分地方裁判所佐伯支部
- 佐伯駅前郵便局
- 佐伯野岡郵便局
- 佐伯郵便局
- 日本文理大学附属高等学校
- 大分県立佐伯鶴城高等学校
- 佐伯重工業造船所
- 大分銀行佐伯駅前支店
- マックスバリュ佐伯駅前店
- 国道217号
- 国道388号
- 佐伯城[1]
- ホテル金水苑
- ホテルルートイン佐伯駅前
- ファミリーマートJR佐伯駅店
- ジョイフル佐伯駅前店
- 佐伯公共職業安定所（ハローワーク佐伯）

## バス路線
佐伯駅を発着する路線バスの内、市内路線は2021年10月以降佐伯市コミュニティバスとして運行されている（運行委託先は大分バス）。佐伯市内と大分市内を結ぶ急行バス（伯大線）については、引き続き大分バスによって運行されている。
佐伯駅バス停を発着する路線については、委託先である大分バスの車両によって運行されているため、コミュニティバス化後も引き続き交通系ICカードの利用が可能となっている。
- 一般路線バス
  - 豊南高校、大手前方面、葛港方面（旧佐伯市内方面）
  - 海崎駅・浪太・浅海井・津井・蒲戸・大浜入口方面（旧上浦町方面）
  - 大手前・門前・久保（床木）方面（旧弥生町東部方面）
  - 大手前・番匠・畑木・風連鍾乳洞・野津南・犬飼久原・戸次・大分県立病院・大分方面（旧弥生町中心部・臼杵市野津方面）
  - 大手前・番匠・畑木・波寄・小半鍾乳洞・虫月・上津川方面（旧本匠村方面）
  - 大手前・番匠・直見駅・直川駅・横川・重岡駅・小野市方面（旧直川村・旧宇目町方面）
  - 大手前・地松浦・広浦・梶寄方面（旧鶴見町方面）
  - 大手前・土井・浦代・小浦・宮野浦方面（旧米水津村方面）
  - 大手前・土井・畑野浦・尾浦・西野浦・蒲江方面（旧蒲江町方面）
  - 大手前・川井・青山・山口・蒲江・丸市尾・波当津方面（旧蒲江町方面）
  - 大分市内方面急行（旧弥生町方面、10号線経由）
- 県南高速リムジンバス：大分空港（大分バス・大分交通との共同運行）

## 隣の駅
九州旅客鉄道（JR九州）
■日豊本線
- 特急「にちりん」「にちりんシーガイア」停車駅、「ソニック」発着駅

海崎駅 - 佐伯駅 - 上岡駅